# Marianne Maidorf
Marianne Maidorf, pseudonimo di Maria Matthey, nata Homberg (Barmen, 19 gennaio 1871 – ...), è stata una scrittrice tedesca, esponente della letteratura liechtensteinese.

## Biografia
Maria nacque nel 1871 a Barmen, in Vestfalia, figlia del proprietario di fabbrica Emil Homberg.
Crebbe nella regione natia e nel 1909 si stabilì a San Gallo, in Svizzera. Sotto pseudonimo scrisse con successo fiabe, romanzi rosa e per la gioventù.
La sua opera più famosa è Die Hexe vom Triesnerberg (1908), in cui affrontò il tema della caccia alle streghe nel Liechtenstein, un periodo oscuro nella storia del Paese, compiendo diversi usi di licenza poetica.
Tra le pubblicazioni di Maidorf ci fu anche Auf der Sonnenseite des Lebens (1909), dove si espresse con sensibilità ed entusiasmo sulla natura montana del Liechtenstein. Nel 2018 fu tra gli autori le cui opere sono state acquistate dalla Biblioteca Nazionale del Liechtenstein per ampliarne le collezioni.

## Opere
- (DE) Am schönen Strand der Mosel. Erzählung, collana Bachem's Jugend-Erzählungen, illustrazioni di W. Rohm, vol. 32, Verlag von J. P. Bachem, 1905.
- (DE) Die Hexe vom Triesnerberg. Eine Erzählung aus Liechtensteins dunklen Tagen, illustrazioni di Melchior Annen su disegni di Peter Balzer, Zurigo, Orell Füssli, 1908.
- (DE) Auf der Sonnenseite des Lebens, Benziger & Co. Verlag, 1909.
- (DE) Licht und Schatten, collana Bachem's Jugend-Erzählungen, vol. 28, Colonia, Verlag von J.P. Bachem, 1910.
- (DE) Wege des Glücks: Erzählung, 2ª ed., Verlagsanstalt Benziger & Co., 1910.
- (DE) Nur Ein Jahr! Erzählung, collana Wildrosenzeit: Bücherei für erwachsene Töchter, Verlagsanstalt Benziger & Co., 1915.
- (DE) Künstlerkind. Der tapfere Italienerjunge, Butzon & Bercker, ca. 1915.
- (DE) Magdalenens Mission. Erzählung für die deutsche Jugend und das deutsche Haus, Bochum, Verlags- und Lehrmittelanstalt GmbH F.& F. Kamp, 1920.
- (DE) Von guten Kameraden. Erzählungen für die Jugend, Colonia, Verlagsanstalt Benziger & Co., 1920.
- (DE) Auf der Sonnenseite des Lebens, collana Wildrosenzeit: Bücherei für erwachsene Töchter, Benziger & Co. Verlag, 1922.
- (DE) Unter schwerem Verdacht. Erzählungen, illustrazioni di W. Rohm, Colonia, Bachem.
- (DE) Die Hexe vom Triesnerberg. Eine Erzählung aus Liechtensteins dunklen Tagen, illustrazioni di Melchior Annen su disegni di Peter Balzer, Vaduz, H.P. Gassner, 1980.